# Kızılöz, Osmaneli
Kızılöz là một xã thuộc huyện Osmaneli, tỉnh Bilecik, Thổ Nhĩ Kỳ. Dân số thời điểm năm 2011 là 33 người.